# Letiště Stuttgart
Letiště Stuttgart, německy: Flughafen Stuttgart, dříve Flughafen Stuttgart-Echterdingen, (IATA: STR, ICAO: EDDS) je mezinárodní letiště ve Stuttgartu, v metropoli spolkové země Bádensko-Württembersko. Pojmenovaní získalo po bývalém stuttgartském starostovi Manfredu Rommelovi a k roku 2014 bylo šestým nejvytíženějším letištěm v Německu, když jím prošlo 9 728 710 cestujících.
Představuje důležitý letištní uzel pro Germanwings, nízkonákladovou dceřinou společnost Lufthansy. Zprostředkovává pravidelné letecké linky do evropských měst i rekreačních destinací, stejně tak zajišťuje dvě dálková spojení do Atlanty a Abú Dhabí. Letiště disponuje čtyřmi terminály pro cestující, které mají samostatné prostory pro odbavení, a jsou vzájemně propojeny, když sdílejí jedinou neveřejnou zónu letiště (airside).
Letiště je vzdálené přibližně 13 km jižně od Stuttgartu a leží na hranicích blízkých měst Leinfeldenu-Echterdingenu, Filderstadtu a samotného Stuttgartu. V roce 2007 došlo k přestěhování výstaviště Stuttgartských veletrhů do přímého sousedství letiště. Sídlí zde také světové ředitelství společnosti APCOA Parking, působící ve službách parkování aut.
Na letiště lze dojet přibližně za půl hodiny z hlavního vlakového nádraží Stuttgart Hauptbahnhof linkami metra S2 nebo S3 Stuttgart S-Bahn, a to na výstupní stanici „Stuttgart Flughafen/Messe“.

## Historie
Letiště zahájilo provoz v roce 1939, když nahradilo Letiště Böblingen. Po porážce Třetí říše v roce 1945 převzalo jeho kontrolu Letectvo Spojených států amerických. Město se nacházelo v americké okupační zóně. Německé orgány jej do správy získaly zpět roku 1948.
V době trvání studené války využívala vzletovou dráhu a zázemí také americká armáda, která provozovala vrtulníky, bitevníky Grumman OV-1 Mohawk a další letadla z jižní části letiště, patřící pod Echterdingen Army Airfield.
Po druhé světové válce došlo k jeho rozšíření. V roce 1948 se vzletová dráha prodloužila na 1 800 metrů, roku 1961 na 2 250 metrů a konečně v roce 1996 na 3 345 metrů.
Původní terminál byl nahrazen roku 2004. Letiště disponuje čtyřmi terminály s maximální kapacitou přibližně 12 milionů cestujících ročně. Po úmrtí bývalého křesťanskodemokratického starosty Manfreda Rommela v listopadu 2013, navrhli místní politici přejmenování letiště na počest této osobnosti. Návrh způsobil zjitřenou veřejnou debatu, protože se jednalo o syna nacistického polního maršála Erwina Rommela, ale současně respektovanou osobnost na poli mezikulturních vztahů. Od července 2014 nese letiště oficiální název Flughafen Stuttgart – Manfred Rommel Flughafen.
V září 2014 aerolinie United Airlines zrušily lety z Newarku do Stuttgartu. Jediným transatlantickým spojením tak zůstala Atlanta, prostřednictvím společnosti Delta Air Lines. Od prosince 2014 pak aerolinie Air Berlin oznámily spojení do Abú Dhabí. Od března 2015 létá na letiště easyJet. Stuttgart se stal sedmou německou destinací této britské společnosti.

## Statistické údaje

### Cestující a pohyby

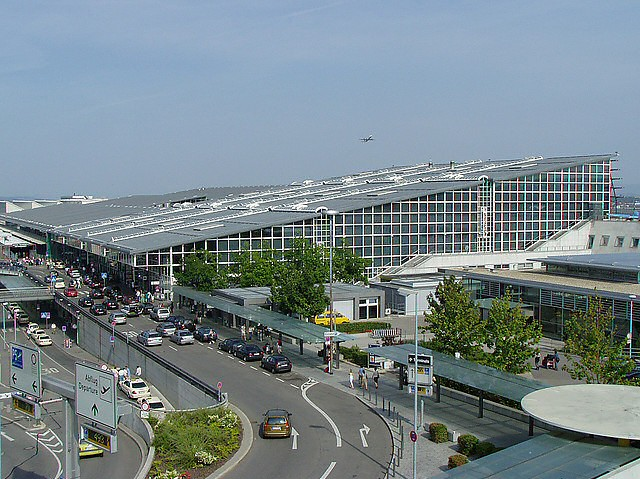
1. a 3. terminál letiště

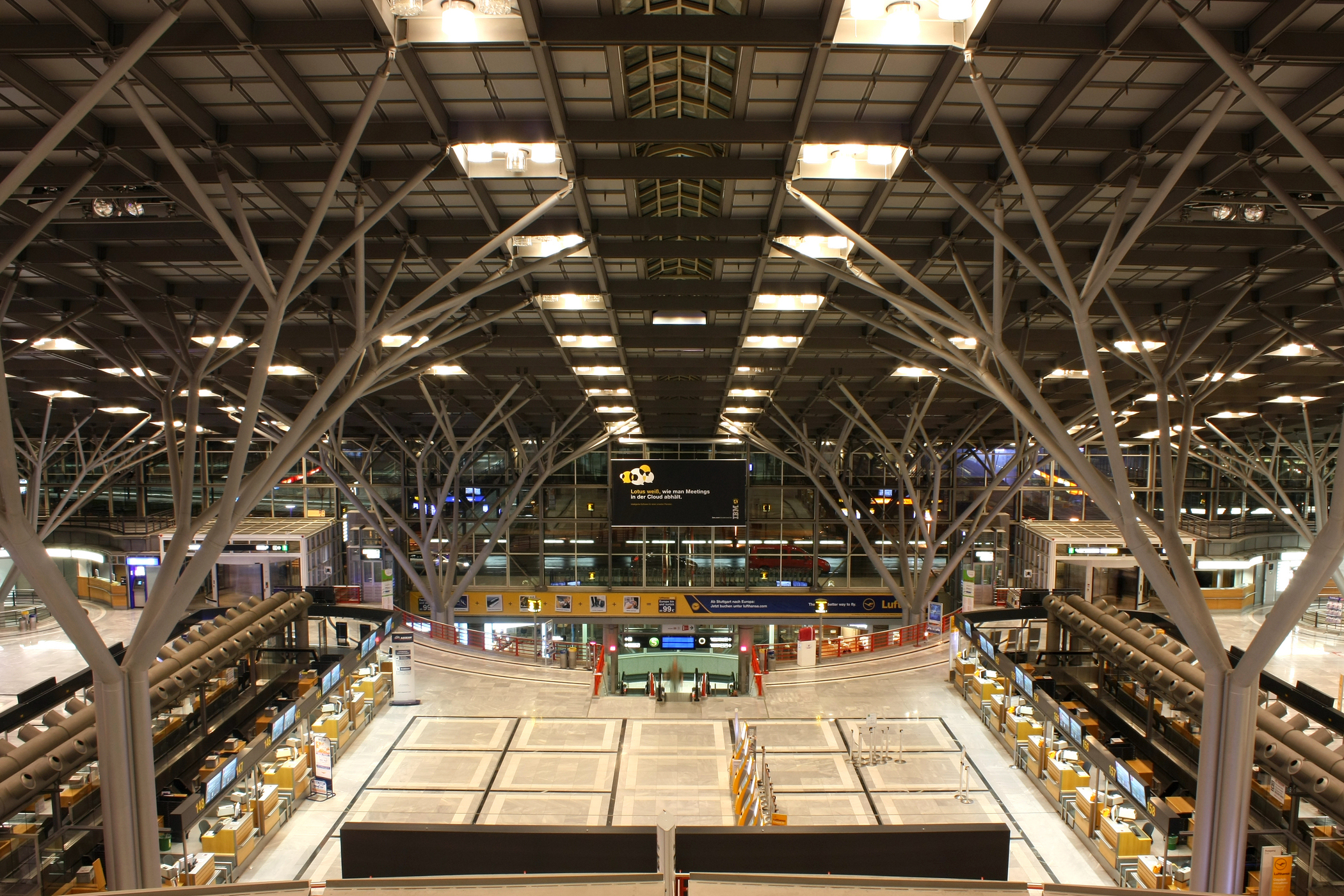
Jedna ze dvou hlavních hal

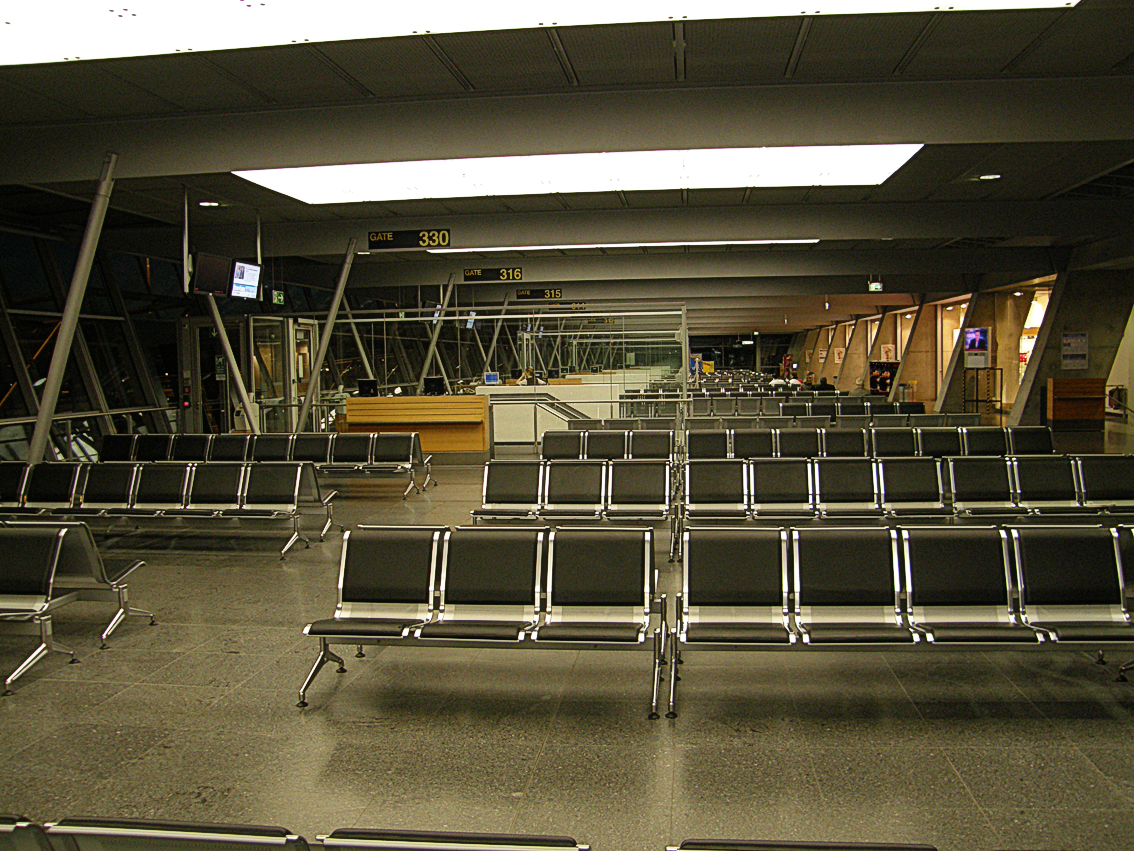
Odletové prostory letištní haly

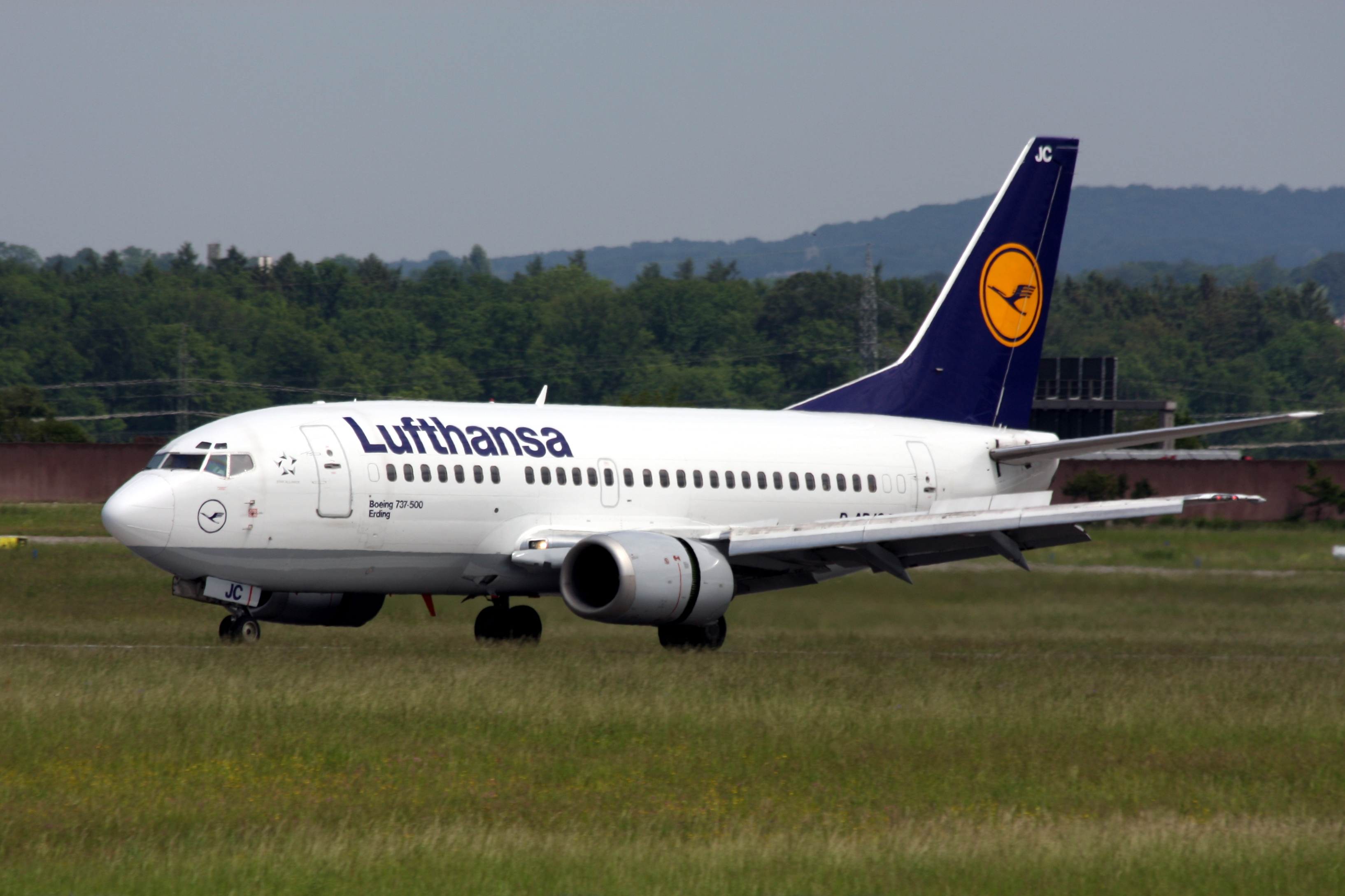
Boeing 737-500 na letišti

| Rok                      | cestující    | pohyby    |
| ------------------------ | ------------ | --------- |
| 1999                     | 7 688 951    | 119 904   |
| 2000                     | ▲ 8 141 020  | ▲ 150 451 |
| 2001                     | ▼ 7 642 409  | ▼ 146 771 |
| 2002                     | ▼ 7 284 319  | ▼ 144 208 |
| 2003                     | ▲ 7 595 286  | ▲ 144 903 |
| 2004                     | ▲ 8 831 216  | ▲ 156 885 |
| 2005                     | ▲ 9 413 671  | ▲ 160 405 |
| 2006                     | ▲ 10 111 346 | ▲ 164 735 |
| 2007                     | ▲ 10 328 120 | ▼ 164 531 |
| 2008                     | ▼ 9 932 887  | ▼ 160 243 |
| 2009                     | ▼ 8 941 990  | ▼ 141 572 |
| 2010                     | ▲ 9 226 546  | ▼ 135 335 |
| 2011                     | ▲ 9 591 461  | ▲ 136 580 |
| 2012                     | ▲ 9 735 087  | ▼ 131 524 |
| 2013                     | ▼ 9 588 692  | ▼ 124 588 |
| 2014                     | ▲ 9 728 710  | ▼ 122 818 |
| zdroj: Letiště Stuttgart |              |           |

### Podíl aerolinií
| Podíl aerolinií podle cestujících, 2014 | Podíl aerolinií podle cestujících, 2014 | Podíl aerolinií podle cestujících, 2014 |
| Poř.                                    | Aerolinie                               | podíl                                   |
| --------------------------------------- | --------------------------------------- | --------------------------------------- |
| 1.                                      | Germanwings                             | 32,3 %                                  |
| 2.                                      | Air Berlin                              | 19,6 %                                  |
| 3.                                      | TUIfly                                  | 6,3 %                                   |
| 4.                                      | Condor                                  | 5,0 %                                   |
| 5.                                      | Lufthansa                               | 4,8 %                                   |
| 6.                                      | Turkish Airlines                        | 3,9 %                                   |
| 7.                                      | SunExpress                              | 2,9 %                                   |
| 8.                                      | SunExpress Deutschland                  | 2,5 %                                   |
| 9.                                      | KLM                                     | 2,3 %                                   |
| 10.                                     | Austrian Airlines                       | 2,1 %                                   |

### Nejvytíženější linky
| Nejvytíženější mezinárodní letecké linky, 2014 | Nejvytíženější mezinárodní letecké linky, 2014 | Nejvytíženější mezinárodní letecké linky, 2014 |
| Poř.                                           | destinace                                      | cestujících                                    |
| ---------------------------------------------- | ---------------------------------------------- | ---------------------------------------------- |
| 1.                                             | Španělsko, Palma de Mallorca                   | 649 000                                        |
| 2.                                             | Turecko, Istanbul                              | 543 000                                        |
| 3.                                             | Turecko, Antalya                               | 494 000                                        |
| 4.                                             | Spojené království, Londýn                     | 407 000                                        |
| 5.                                             | Rakousko, Vídeň                                | 339 000                                        |
| 6.                                             | Nizozemsko, Amsterdam                          | 233 000                                        |
| 7.                                             | Španělsko, Barcelona                           | 223 000                                        |
| 8.                                             | Švýcarsko, Curych                              | 204 000                                        |
| 9.                                             | Řecko, Soluň                                   | 184 000                                        |
| 10.                                            | Francie, Paříž                                 | 184 000                                        |